# Lingadahalli, Davanagere
Lingadahalli là một làng thuộc tehsil Davanagere, huyện Davanagere, bang Karnataka, Ấn Độ.